# Флаг сельского поселения Ношуль
Флаг муниципального образования сельского поселения «Ношуль» является официальным символом муниципального образования сельского поселения «Ношуль» Прилузского района Республики Коми Российской Федерации.
Флаг утверждён 9 июня 2009 года и внесён в Государственный геральдический регистр Российской Федерации с присвоением регистрационного номера 5020.
Флаг составлен на основе герба сельского поселения «Ношуль», по правилам и соответствующим традициям вексиллологии, и отражает исторические, культурные, социально-экономические, национальные и иные местные традиции.

## Описание
«Прямоугольное зелёное полотнище с отношением ширины к длине 2:3, воспроизводящее изображение фигур из герба поселения, выполненное белыми, голубыми, жёлтыми и оранжевыми цветами».

## Обоснование символики
Первое упоминание о селе Ношуль относится к 1551 году, а с начала XVII столетия оно становится широко известно как транзитный пункт. Сюда в зимнее время на санях с Вятки привозили товары — в основном зерно, кожи и др., а по весне, в начале половодья, построенные тут же барки спускали на воду, грузили товарами и самосплавом сплавляли до Холмогор и Архангельска.
Волнистая голубая полоса указывает на реку Лузу, основную транспортную артерию.
Судно, гружённое тюками — символ судоходности реки в былые времена и использование населённого пункта в качестве центра судостроения и пристани.
Использование особого приёма — изображения полосы наклонённой — аллегорически указывает на то, что судоходство было самосплавным, без использования механической и парусной тяги.
Зелёный цвет символизирует весну, здоровье, природу.
Голубой цвет — символ возвышенных устремлений, искренности, преданности, возрождения.
Белый цвет (серебро) — символ чистоты, ясности, открытости, совершенства, мира и взаимопонимания.
Жёлтый цвет (золото) — символ высшей ценности, величия, великодушия, богатства, урожая.